# 國際易卜生獎
國際易卜生獎 （挪威語：Den internasjonale Ibsenprisen）是挪威政府在2008年設立的戲劇獎，以挪威最偉大的劇作家亨里克·易卜生為名，表揚世界各國在戲劇藝術上有創新貢獻的人物或團體。每年的得主在3月20日易卜生冥誕當天宣布，獎金高達2500萬挪威克朗，頒獎典禮在挪威国家剧院舉行。2010年以後本獎從每年頒發改為兩年頒發一次。
挪威另有挪威易卜生獎（1986年創立），為獎勵挪威本土劇作家的獎項。

## 歷屆得主
| 年份   | 得主              | 國籍   |
| ------ | ----------------- | ------ |
| 2008年 | 彼得·布魯克       | 英国   |
| 2009年 | 亞莉安·莫虛金     | 法國   |
| 2010年 | 约恩·福瑟         | 挪威   |
| 2012年 | 海纳·戈培尔       | 德国   |
| 2014年 | 彼得·汉德克       | 奥地利 |
| 2016年 | 强迫娱乐剧团      | 英国   |
| 2018年 | 克里斯托弗·马瑟勒 | 瑞士   |
| 2020年 | 泰勒・马克        | 美国   |
| 2022年 | 背靠背剧团        |        |